# Корпачь
Корпачь (рум. Corpaci) — село в Единецком районе Молдавии. Относится к сёлам, не образующим коммуну.

## История
Село Корпач было впервые упомянуто в 1573 году. В 1974 году в связи со строительством плотины на реке Прут село было перемещено.

## География
Село Корпач расположено на левом берегу реки Прут примерно в 21 км к юго-западу от города Единец. Рядом с селом по реке Прут проходит молдавско-румынская граница. Ближайшие молдавские населённые пункты — сёла Ханкауцы и Новые Куконешты.
Село расположено на высоте 124 метров над уровнем моря.

## Население
По данным переписи населения 2004 года, в селе Корпачь проживает 1267 человек (599 мужчин, 668 женщин).
Этнический состав села:
| Национальность | Число жителей | Процентный состав |
| -------------- | ------------- | ----------------- |
| молдаване      | 1232          | 97.24             |
| румыны         | 14            | 1.1               |
| украинцы       | 12            | 0.95              |
| русские        | 7             | 0.55              |
| гагаузы        | 1             | 0.08              |
| прочие         | 1             | 0.08              |
| Всего          | 1267          | 100%              |